# Lost Battalion (Seconde Guerre mondiale)
Pour les articles homonymes, voir Bataillon perdu (homonymie).
Ne doit pas être confondu avec Lost Battalion.

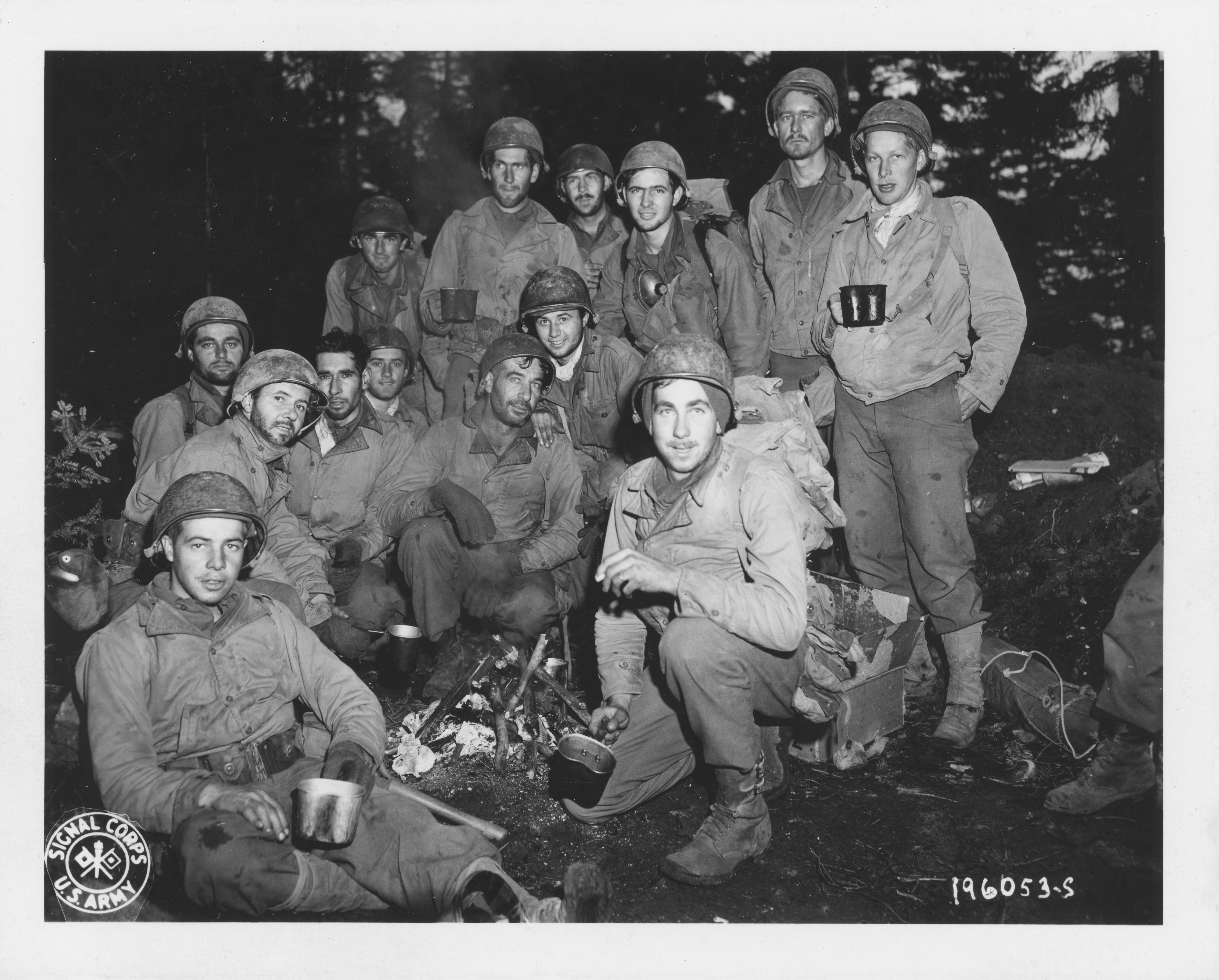
Des survivants du Lost Battalion (1er bataillon, 141e d’infanterie, 36e division d’infanterie américaine) se réchauffer autour d’un feu en attendant leur évacuation vers l’arrière le 31 octobre 1944.

Le Lost Battalion (bataillon perdu) fait référence au 1er bataillon du 141e régiment d’infanterie de la 36e division d’infanterie américaine, à l’origine la Garde nationale du Texas, qui a été encerclé par les forces allemandes dans les Vosges le 24 octobre 1944. Après plusieurs tentatives infructueuses pour dégager l'unité, le commandement américain fait appel au 442e Regimental Combat Team (RCT), une unité composée d'Américains d'origine japonaise,  pour le dégager. La mission réussit au prix de pertes humaines très nettement supérieures à l'effectif sauvé.

## La Bataille
Pendant la bataille de Bruyères, contre l'avis de ses officiers supérieurs, le major-général John E. Dahlquist donne l'ordre au « bataillon du Texas » de prendre la colline de Biffontaine qui ouvre l'accès à Saint-Dié. Rapidement, le bataillon est encerclé par les Allemands et les tentatives des deux autres bataillons du régiment pour le dégager échouent. Cet encerclement est accidentel et peu visible dans le massif forestier et les Allemands ne se rendent pas vraiment compte de cet état ou ne veulent pas perdre de vue leur but, la résistance à l'assaut mené : ils ne tentent pas de réduire la poche. 
Malgré un parachutage de ravitaillement, les conditions sur le terrain se dégradent et les Allemands continuent de repousser les unités américaines qui tentent de rejoindre les 275 soldats piégés.
De plus, le « bataillon perdu » envoie un groupe d'une cinquantaine d'hommes pour trouver un moyen d'attaquer un barrage routier stratégique par l'arrière afin de libérer le reste des combattants piégés. Seuls cinq sont parvenus à revenir dans le périmètre du « bataillon perdu ». 42 sont faits prisonniers et envoyés au Stalag VII-A à Moosburg où ils restent jusqu'à la libération du camp le 29 avril 1945.
La situation rappelle celle du Lost battalion de la Première Guerre mondiale et provoque des réactions aux États-Unis.

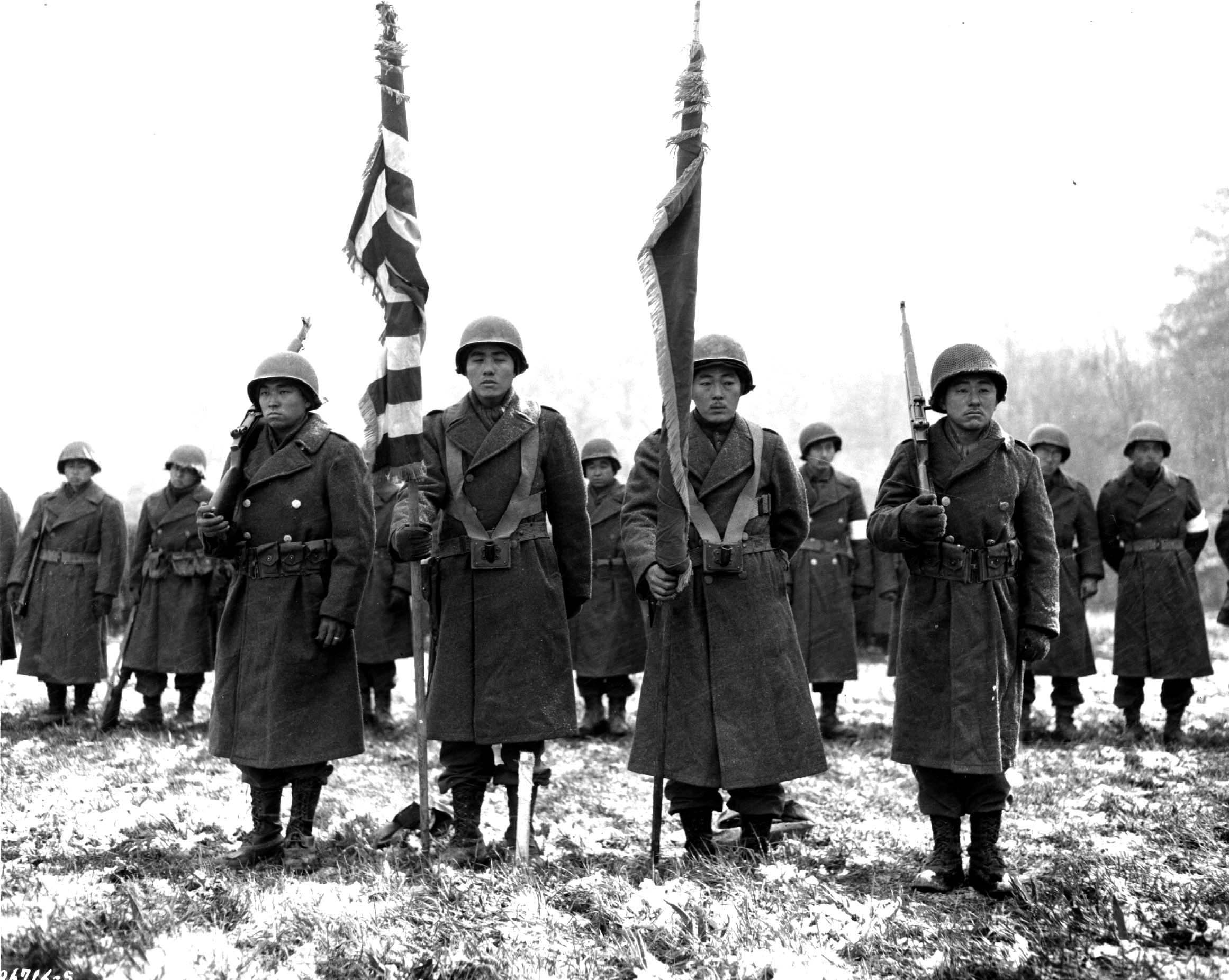
Le 442e Regimental Combat Team à Bruyères.

Une nouvelle tentative de dégagement est effectuée par le 442e Regimental Combat Team (RCT), une unité composée de Nisei (Américains d'origine japonaise de deuxième génération). Le 442e était au repos après les violents combats qu'il a menés pour libérer les villes de Bruyères et Biffontaine, mais le major-général John E. Dahlquist les rappelle. 
En cinq jours de bataille, du 26 au 30 octobre 1944, le 442e perce les défenses allemandes et sauve 211 hommes. 
Lors de ces combats, le 442e a perdu plus de 800 hommes. La compagnie I n'a plus que 8 hommes indemnes sur 185. La compagnie K engage l'ennemi avec 186 combattants, 169 sont blessés ou tués. 
Le 442e est l'unité la plus décorée de l'histoire militaire américaine par rapport à sa taille et à sa durée de service. Sa composante le 100e bataillon d'infanterie a reçu le surnom de « The Purple Heart Battalion » en raison de son nombre de blessés au combat.

## Reconnaissance

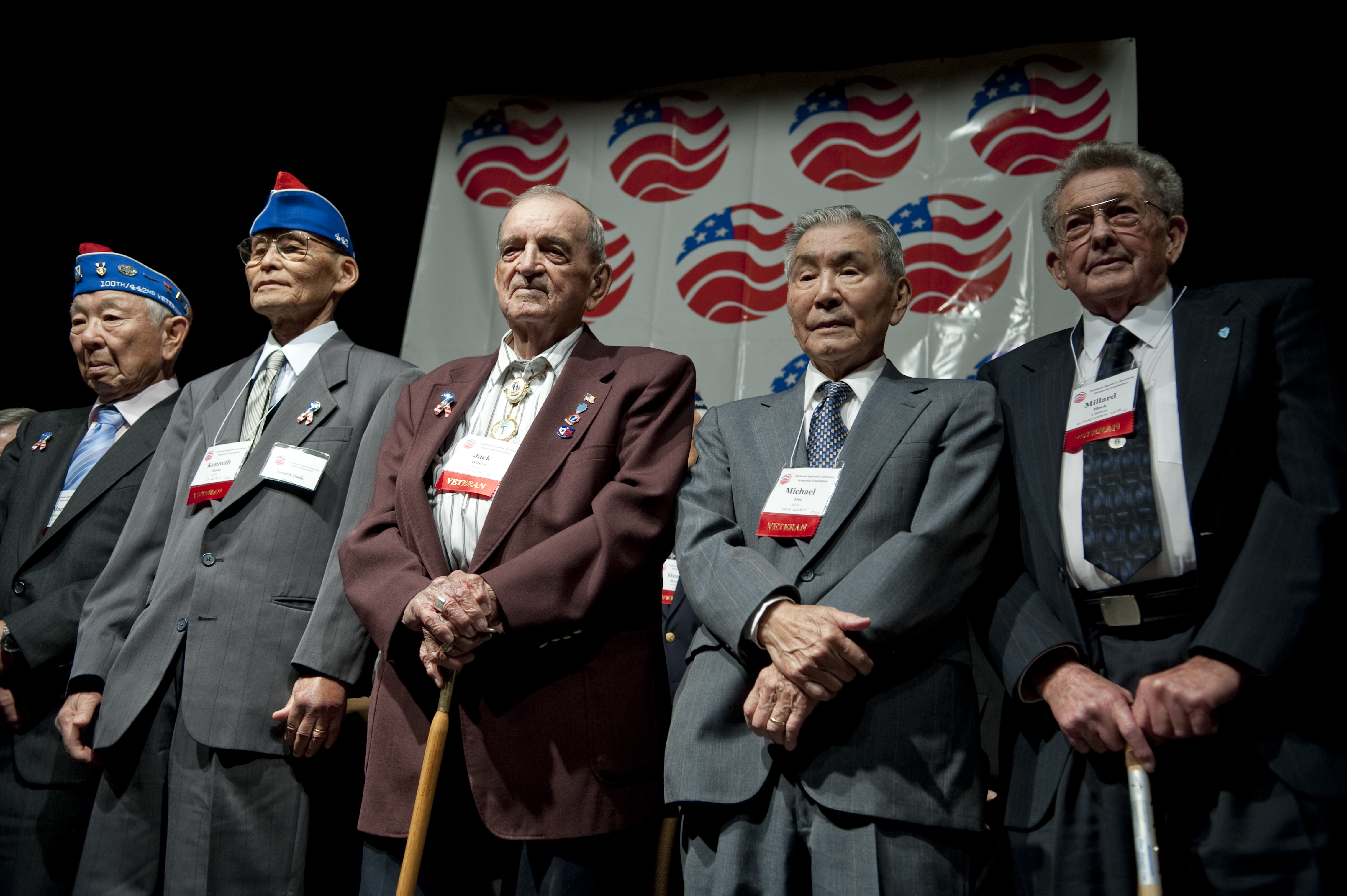
Des vétérans du régiment d'infanterie américaine et de la Regimental Combat Team lors du dîner d'hommage lors du 65e anniversaire du sauvetage du Lost Battalion à Houston, en 11/2009.

En 1962, le gouverneur du Texas, John Connally, nomme les vétérans du 442e « Texans d'honneur » pour leur rôle dans le sauvetage du Lost Battalion. 
En raison de la discrimination régnante à cette époque, trois membres du 442e, Barney Hajiro, James Okubo et George Sakato, n'ont pas reçu la médaille d'honneur pour leur participation au sauvetage. Ils la reçoivent en 2000 mais pour James Okubo à titre posthume.
Une loi spéciale est votée en 2010 décernant aux membres de l'unité et à ceux du service de renseignement militaire la médaille d'or du Congrès. Une cérémonie a eu lieu au Capitole des États-Unis  en octobre 2011, suivie de cérémonies locales en Californie, Hawaï et dans d'autres États pour les membres de l'unité qui n'ont pu se rendre à Washington.